# Damir Bartol Indoš
Damir Bartol Indoš (Zagreb, 1957.), hrvatski je kazališni umjetnik i performer. Diplomirao je 1982. godine na Filozofskom fakultetu, smjerove komparativne književnosti i filozofije. 1976. godine pridružuje se neoavangardnom, studentsko-kazališnom kolektivu Kugla glumište, a 2000. godine se odvaja od Kugle te osniva vlastitu izvedbenu skupinu D.B. Indoš - kuća ekstremnog muzičkog kazališta. Član je Hrvatske zajednice samostalnih umjetnika te ULUPUH-a.
Uz provođenje samostalnih projekata, Indoš se umjetnički realizira i kroz izvedbene suradnje s nizom domaćih i inozemnih umjetnika, kao što su Tanja Vrvilo, Ivan Marušić Klif, Nicole Hewitt, Vilim Matula, Elliott Sharp, Charles Gayle… Izvođen je i nastupao na čitavom nizu festivala, kao npr. Eurokaz, Edinburgh fringe festival, Klang arten festival Linz, Franklin Furnace NY, Tjedan suvremenog plesa - Zagreb, Kopenhagen - kulturna prijestolnica Europe 1996, Roskilde festival, Dartington - Exeter, Cardiff summer festival, Unikum - Klagenfurt, Euro-scene Leipzig, Unidram - Potsdam, Wroclaw festival, Kontejner - festival Ekstravagantna tijela i umovi, Muzičko Bijenale Zagreb, Perforacije - Zagreb, Rich Mix - London…

## Razdoblje Kugla glumišta
Svoj umjetnički rad, Indoš započinje u studentskom, kazališnom kolektivu Kugla glumište osnovanom 1975. Uz Indoša, Kugla glumište okupljalo je niz kasnije prepoznatih hrvatskih umjetnika, poput: Zlatka Burića, Dunje Koprolčec, Anice Vlašić - Anić, Zorana Šilovića, Hele Gospodnetić, Dragana Pajića i Dragana Ruljančića. Neki od njihovih projekata su: “Doček proljeća”, “Mekani brodovi”, “Bijela soba”, “Cirkus plava zvijezda”, “Ljetno popodne”. 
Kugla glumište se opire standardnim kazališnim konvencijama, pokušavajući transformirati ustaljenu percepciju o izvođaču, kazalištu ili publici te gradeći novi izvedbeni jezik. Njihov zajednički projekt “Akcija 16:00”, rađen 1981., doživljava se iznimnim događajem nakon kojeg dolazi do razdvajanja, odnosno podjele na meku i tvrdu frakciju, a od kojih je Indoš inicijator tvrde frakcije koju se još naziva i ‘Grupa kugla’ te koja tijekom 1980-ih godina realizira niz politički osviještenih i društveno-angažiranih performansa, kao što su: “Afera cigan”, “Neprigušeni titraji”, “Šesti allelomorf”, “Subotica i detalji otpora”, “Laborem exercens” i mnoge druge. Već 1990-ih, Indoš se polagano odvaja i od tvrde frakcije, službeno 2000-te utemeljivši samostalnu, umjetničku platformu ‘D.B. Indoš - Kuća ekstremnog muzičkog kazališta.’

## D.B. Indoš - Kuća ekstremnog muzičkog kazališta
Pokrenuvši samostalnu kazališnu platformu, Indoš inaugurira novi, snažniji i autonomniji vid umjetničkoga rada koji čini promatranja relevantne korake za hrvatsko, ali i globalno alternativno i postdramsko kazalište koje svojim sredstvima, uvjetima i okolišem proizvodnje ne strahuje od društvene stvarnosti i transparentnog promišljanja vlastite forme i njene estetiziranosti. Indoš ne strahuje niti od vrlo eksplicitnog propitivanja i negiranja svih umjetničko-zapovjednih ograničenja poput onih koje pretpostavlja kanon književnosti, institucionalno kazalište ili pak klasična muzika. Neki od njegovih projekata čak se i na nominalnoj razini svojih naziva opiru standardnim promišljanjima umjetnosti - “Anti-Edip”, “Anti-opera” ili pak njegove dominantno prepoznate “Šahtofonije”. 
Prostor Indoševog kazališta, izmješten je i neklasičan te se nerijetko smješta u prostore napuštenih radničkih objekata, javnih površina i slično, a na taj način mijenjajući i publiku te čak i prostorne granice scene i prostora namijenjenog gledateljima i slušateljima. Neki od njegovih projekata jesu „Ratna kuhinja“, „Konjski rep“, „Sin“, „O šahu i boli“, „Lajka-prvi pas u svemiru“, „Školski autobus ili razgovori s djecom“, „Njihanje“. Nakon 2005. godine u koprodukciji s Kulturom promjene (Teatar  &TD) te samostalnom suradnjom s umjetnicom Tanjom Vrvilo, realizira niz predstava s različitim glumcima, plesačima, performerima i glazbenicima, poput: „Kineski rulet“, „Vilovanje“, „Zeleno, zeleno“, „Teretni čovjek“, „Knjiga mrtvih“, „Anti Edip“, „Cefas“, „Kriegspiel- Igra rata“. U bivšoj atlatnici tvornice Jedinstvo, pokrenuo je i izvedbeni prostor pod nazivom “Parainstitut Indoš”, a vodi i niz radionica u suradnji s Teatrom &TD, Galerijom SC, studentima ALU.

## Projekti (selekcija)

### Čovjek stolac
Kao jedan od ranijih Indoševih projekata i u originalnom naslovu 'Čovjek stolica' iz 1981. ulični je performans koji stavlja u fokus poetsko promišljanje čovjekovog pozicioniranja u odnosu na okolinu i njegove socijalno-političke uvjete bivanja. Riječ je o performansu čija je publika okupljeno građanstvo u realnom trenutku izvođenja, a izvedbeno tijelo Damira Bartola Indoša te njegovo pokretanje, oblikovanje i fizičko transformiranje praćeno je zvukom kojeg proizvodi saksofonist. Okretanjem stolca okreće se i čovjek, a samim time i njegova vizura te obzor brige i/ili svijesti. Trenutačni fokus postaje nevidljivim, a prijašnje zanemareno postaje okvirom jedinog vidljivog. Ovaj je projekt doživio i remake 2000. godine u sklopu 'Akcije Frakcija' te je kao takav dio šireg umjetničkog projekta BADco., pod nazivom 'Ispovijedi'. Riječ je, dakle o izvedbenoj suradnji BADco. & Damira Bartola Indoša u Teatru &TD te u režiji Gorana Sergeja Pristaša. Izvođači navedene izvedbe, bili su Nikolina Bujas Pristaš, Pravdan Devlahović, Damir Bartol Indoš, Janko Rakoš, Ivana Boban i Leon Lučev, a sadržajni fokus predstave činilo je istraživanje i promišljanje odnosa čovjeka i forme. Kako se ljudsko tijelo prilagođava predmetu poput stolca i koja je uloga predmeta u ljudskom postojanju - stolac za razmišljanje, odmor i dokolicu, čekanje ili pak kao puki scenski rekvizit? 'Čovjek stolica' postao je i inspiracija prvom samostalnom projektu i izvedbi BAD.co pod nazivom 'Čovjek stolac' kojeg su Damir Bartol Indoš, Nikolina Pristaš i Pravdan Devlahović izveli 2001. godine. 

### Njihanje
'Njihanje' je još jedan rani projekt Damira Bartola Indoša iz 1985. godine, a kojeg je baš kao i 'Čovjek stolac', originalno izveo još za vrijeme aktivnog djelovanja kolektiva 'Kugla glumište'. 'Njihanje' je također doživjelo i svoj remake i to 2001. godine u izvedbi Irme Omerzo, Damira Bartola Indoša i Vilima Matule, a u režiji svoga autora Damira Bartola Indoša. U sadržajnom smislu, rad implementira energiju prodornih i shizoizdnih kretnji, kao i tjelesnih pomaka te izvedbenih radnji koje prema Indoševim riječima postaju pokušajem približavanja Boga i njegove energije sebi. Postupak je to povezivanja ljudskog i metafizičkog posredstvom izvedbenog rituala.

### Ratna kuhinja
'Ratna kuhinja' je Indošev projekt iz srednjih 1990-ih godina te kao takav označava svojevrsno prijelazno razdoblje između 'Tvrde Frakcije' unutar 'Kugla glumišta' i Indoševe 'Kuće ekstremnog muzičkog kazališta'. Kao i projekti koji mu neposredno prethode te onih koji odmah nakon njega slijede, 'Ratna kuhinja' duguje svoje teorijske temelje Heraklitovoj filozofiji. Konkretno riječ je o parafrazi Heraklitove rečenice o tome kako je neke rat uznio kao ljude, neke kao bogove., a dodaje joj se i autorski proširak/misao o tome kako je neke rat uznio i kao ratne zločince. Zemljano-ratne boje izvedbene odjeće, znakovito-snažna proizvodnja shizoidnih zvukova upotrebom improviziranih instrumenata, starih dasaka i rovovske atmosfere poetski je produkt rata kao socijalne, političke i naprosto ljudske realnosti koja stvarnosno bukti u vrijeme nastanka projekta.  

### Lajka
Riječ je o umjetničkom projektu čiji je sadržaj usmjeren na političku osvještenost i umjetnički protest usmjeren spram zlostavljanja životinja, ali i života kao takvog. Baveći se ljudskim, neopravdanim ambicijama kao što je neargumentirani eksperiment slanja živoga bića (u ovom slučaju psa Lajke) u Svemir. Lajanje u Svemiru, za Indoša predstavlja pobunu životinje protiv sustava koji ju je žrtvovao i to bez ikakvih ciljeva i rezultata. Projekt je premijerno izveden 1999., a obnovljen je 2015. godine. 

### Vrata
Performans 'Vrata' zamišljen ranih dvijetisućitih pod naslovom Parainstitut Indoš u alatnici tvornice Jedinstvo, naposljetku je izveden prvo 2002. godine te potom u MM Centru 2010. godine. U sadržajnom smislu riječ je o proizvodnji poetske situacije realizacija i prava na realizaciju duševne patnje. Eksplozivan prolaz kroz troja vrata donosi tri tematski različite situacije od kojih prva predstavlja vrata autobusa s ratnim izbjeglicama među kojima se nalaze i dvojica dječaka, a koji zajedno s preostalim izbjeglicama kreću na put ispred jedne zagrebačke džamije prema još uvijek zaraćenoj Bosni i Hercegovini. Druga vrata predstavljaju vrata nacističkih, psihijatrijskih bolnica iza kojih vrebaju esesovski liječnici i medicinsko osoblje, odnosno smrt. Treća vrata predstavljaju filmska vrata 'Leta iznad kukavičjeg gnijezda' iza kojih se nadziru sve prethodne žrtve kontekstualizirane ovim performansom. Izvedba inaugurira i još jedna, doduše zapečaćena vrata 'Kingsley Halla'. Iza njih pak egzistiraju svi oni koji su boravili u praksi ostvarivanja simptoma duševne patnje poput Mary Burns ili Ronalda Lainga.

### Anti-Edip
Umjetnički projekt Anti-Edip, kao centralne motive postavlja pitanja anarhizma i tzv. shizofonije. Anti-Edip progovara o transformativnosti žudnje i buni protiv paradoksa koje žudnja kreira. Društvena se shizofrenija, Indoševim radom pretvara u shizofoniju, odnosno u zvukove odrezane od svojih izvora. Riječ je o projektu koji idejno inkorporira teorijske reference pojedinaca poput Deluza i Guattaria (čije je djelo i motivacija za naziv projekta), španjolskog anarhista Buenaventure Durrutija, francuske aktivistkinje Simone Weil, antikolonijalista i pjesnika Lintona Kwesija Johnsona i anarhista Eyala Weizmana. 

### Tosca 914
Kao treći dio dokumentarističkog ciklusa ‘Svaka revolucija je bacanje kocke’, Tosca 914., umjetnički je projekt kojeg D.B. Indoš realizira s vizualnom umjetnicom Tanjom Vrvilo. Toscu 914., autori opisuju kao anti-operu koja kao sadržajnu liniju preuzima događaj neuspjelog atentata Jakoba Schaffera na bana Skerlecza, dana 25.05.1914., a nakon prvog čina opere Tosca, u auli i vestibulu Hrvatskog narodnog kazališta u Zagrebu. Čitava je spomenuta trilogija zapravo motivirana posljednjim djelom Josipa Horvata iz 1968., a koji se bavi pričama četvorice zagrebačkih atentatora. Vrijednosni cilj ovog ciklusa jest preispitivanje sustava moći i pokušaja da umjetnost postane vidom smanjivanja moći i nužnosti sustava i institucija poput države. 

### Ciklus četiri šahtofonije
‘Ciklus četiri šahtofonije’ sastoji se od prve šahtofonije pod nazivom ‘Ludbreške rode’, druge šahtofonije ‘Zagrebačka kiša’, treće pod nazivom ‘Kašalj čovjek’ te četvrte ‘Vareška 19’. Riječ je o opružnom ciklusu koji se, prije svega bavi ekspozicijom onoga što autor naziva ‘boravkom u zasluženoj temi’. Indoš se u ovome ciklusu bavi transponiranjem svakodnevnih, životnih aktivnosti koje inicijalno nisu namijenjene umjetničkom stvaranju u nizove zvučnih konstrukcija. Prva se polovina ciklusa bavi prakticiranjem filozofije, a druga polovina bolesnim stanjima čovjeka. Dok ona prva sugerira bavljenje filozofijom kroz umjetničku praksu, ona druga se bavi pokušajem ulaska sirovoga života i njegovih ograničenja u samu umjetnost. 

## Nagrade
2009. Medalja grada Zagreba za promicanje alternativne kulture 
2012. Prva nagrade, 5. T-HT - MSU natječaj za rad Šahtofon